# La Noble Leçon
 (mars 2024).
La mise en forme du texte ne suit pas les recommandations de Wikipédia : il faut le « wikifier ».
Les points d'amélioration suivants sont les cas les plus fréquents. Le détail des points à revoir est peut-être précisé sur la page de discussion.
- Les titres sont pré-formatés par le logiciel. Ils ne sont ni en capitales, ni en gras.
- Le texte ne doit pas être écrit en capitales (les noms de famille non plus), ni en gras, ni en italique, ni en « petit »…
- Le gras n'est utilisé que pour surligner le titre de l'article dans l'introduction, une seule fois.
- L'italique est rarement utilisé : mots en langue étrangère, titres d'œuvres, noms de bateaux, etc.
- Les citations ne sont pas en italique mais en corps de texte normal. Elles sont entourées par des guillemets français : « et ».
- Les listes à puces sont à éviter, des paragraphes rédigés étant largement préférés. Les tableaux sont à réserver à la présentation de données structurées (résultats, etc.).
- Les appels de note de bas de page (petits chiffres en exposant, introduits par l'outil «  Source ») sont à placer entre la fin de phrase et le point final[comme ça].
- Les liens internes (vers d'autres articles de Wikipédia) sont à choisir avec parcimonie. Créez des liens vers des articles approfondissant le sujet. Les termes génériques sans rapport avec le sujet sont à éviter, ainsi que les répétitions de liens vers un même terme.
- Les liens externes sont à placer uniquement dans une section « Liens externes », à la fin de l'article. Ces liens sont à choisir avec parcimonie suivant les règles définies. Si un lien sert de source à l'article, son insertion dans le texte est à faire par les notes de bas de page.
- La présentation des références doit suivre les conventions bibliographiques. Il est recommandé d'utiliser les modèles {{Ouvrage}}, {{Chapitre}}, {{Article}}, {{Lien web}} et/ou {{Bibliographie}}. Le mode d'édition visuel peut mettre en forme automatiquement les références.
- Insérer une infobox (cadre d'informations à droite) n'est pas obligatoire pour parachever la mise en page.

Pour une aide détaillée, merci de consulter Aide:Wikification.
Si vous pensez que ces points ont été résolus, vous pouvez retirer ce bandeau et améliorer la mise en forme d'un autre article.
La Noble Leçon (La nobla leyczon ; La nòbla leiçon en occitan moderne) est un texte anonyme écrit en vieil occitan. C'est le document fondateur du credo vaudois. Son sixième vers, ben ha mil & cent an complí entierament (déjà onze cents ans se sont écoulés [depuis la mort du Christ ]), le situe au XIIe siècle mais les érudits modernes le datent désormais entre 1190 et 1240. Cependant, la même ligne varie selon lequel des quatre manuscrits est étudié : ceux de Genève et de Dublin disent mil e cen (1100) tandis que ceux de Cambridge indiquent tous deux mil e cccc cent (1400). D'autres divergences incluent divers anachronismes apparents et le fait que le vieil occitan n'était pas parlé dans la région lyonnaise, ce qui semble indiquer que la foi dite « vaudoise » était probablement plus répandue et plus ancienne que ne le laissent supposer les inquisiteurs catholiques. Le manuscrit a été trouvé dans les vallées piémontaises.
Il s'agit de l'élément le plus connu d'un corpus de textes vaudois anonymes des Vallées occitanes, rédigés dans la langue locale et datant de la fin du Moyen Âge. Ce corpus contient également une confession de foi datant des années 1120, notamment.
Le terme «leçon» a ici le sens liturgique (et étymologique) de « lecture » : on suppose que la Noble Leçon, lue à haute voix, servait dans les assemblées pour l'édification des fidèles. C'est un recueil, sans prétention littéraire, de l'histoire sainte (Ancien et Nouveau Testament), de la doctrine et de la morale vaudoise.
Les 479 vers du poème peuvent être divisés en sept parties selon les thèmes traités : 1-56 traitent de la fin du monde ; 57-229 retracent l'histoire de la Bible ; 230-265 parlent de la nouvelle loi ; 266-333 racontent la vie et les œuvres de Jésus ; 334-360 louent l'Église chrétienne fidèle ; 361-413 racontent les persécutions et les vies corrompues des papistes et 414-479 expliquent ce qu'est la vraie repentance.

## Texte complet en occitan et en français
| AYCÍ COMENCZA LA NOBLA LEYCZON 1 O frayre, entendé ma nobla leyczon: 2 Sovent devén velhar e istar en oracion, 3 Car nos veén aquest mont esser pres del chavon; 4 Mot curiós deoriàn ésser de bonas obras far, 5 Car nos veén aquest mont de la fin apropiar. 6 Ben ha mil & cent ancz complí entierament, 7 Que fo scripta l'ora, car sen al derier temp. 8 Poc deoriàn cubitar, car sen al remanent. 9 Tot jorn veén las ensegnas venir a compliment, 10 En acreysament de mal e en amermament de ben. 11 Ayczó son li perilh que l'escriptura di: 12 L'avangeli ho recoynta, e sant Paul atresí, 13 Que neún home que viva, non po saber la fin. 14 Enperczó devén mays temer, car nos non sen certan, 15 Si la mort nos penré enchoy o deman. 16 Ma cant venre al jorn del jujament, 17 Un cascun recebre per entier payament, 18 Aquilli que auren fayt mal e aquilli que auren fayt ben. 19 Ma l'escriptura di, e nos creyre ho deven, 20 Que tuit li orne del mont per dui chamin tenren : 21 Li bon yren en gloria, li fellon en tonnent. 22 Ma aquel que non creyre en aquel departiment, 23 Regarde l'escriptura del fin començament, 24 Dos que Adam fo forma, entro en aquest temp présent. 25 Aqui poyre trobar, si el aure entendement, 26 Que poc son li salva, a ver lo rémanent. 27 Ma cascuna persona, que vol ben obrar, 28 Lo nom de Dio le payre deo esser al començar, 29 E apelar en aiua lo sio glorios filh car, 30 Filh de sancta Maria, 31 E lo sant Sperit que nos don bona via. 32 Aquisti 3, la sancta trinita, 33 Enayma un Dio devon esser aura, 34 Plen de tota poysenza, e de tota sapiencia, e de tota bonta. 35 Aquest deven sovent aurar e requérir 36 Que nos don fortaleça encontra li enemic, 37 Que nos li poysan vencer denant la nostra fin, 38 Ço es lo mont, e lo dyavol e la carn, 39 E nos done sapiencia acompagna au bonta, 40 Que nos poysan conoyser la via de verita, 41 E gardar pura l'arma que Dio nos a dona, 42 L'arma e lo cors en via de carita : 43 Enaysy que nos aman la santa trinita, 44 E lo proyme, car Dio ho ha comenda, 45 Non solament aquilh que nos fan ben, ma veys aquilh que nos fan mal ; 46 E haver fe e sperança al rey celestial, 47 Que a la fin nos alberge al sio glorios ostal. . 48 Ma aquel que non fare ço que se conten en aquesta leyçon, 49 Non intrare en la santa mayson. 50 Ma ayço es de greo tenir a la caytiva gent, 51 Que aman l'or e l'argent, 52 E las empromesion de Dio han en despreçiament. 53 Ilh non gardan la ley ni li comendament, 54 Ni li laysan gardar ha alcuna bona gent, 55 Ma segont lor poysança hy fan enpachement. 56 Perque es aquest mal entre l'umana gent ? 57 Per ço que Adam peque del fin començament, 58 Car el manje ciel pom otra defendement, 59 E a li autre germene lo gran del mal semenç; 60 El aquiste a si mort, e a li autre ensegador. 61 Ben poen dire que aqui hac mal bocon. 62 Ma Xrist ha remps li bon per la soa pasion. 63 Ma nos troben en aquesta leyçon 64 Que Adam fo mescresent de Dio lo sio Creator. 65 Donca ayçi poen ver que ara son fayt pejor, 66 Aquilli que habandonan Dio lo payre omnipotent, 67 E creon a las ydolas al lor destruiment, 68 Ço que defent la ley que fo del començament. 69 Ley natural s'apella, comuna a tota gent, 70 Lacal Dio pause al cor del sio prumier forma ; 71 De poer far ben o mal li done franqueta. 72 Lo mal li a défendu, lo ben li ha comanda. 73 Ayço poe vos ben veer qu'es eysu mal garda, 74 Que aven laysa lo ben, e lo mal aven obra, 75 Enayma fey Cayn lo prumier filh d'Adam, 76 Que aucis lo sio frayre Abel sença neuna cayson , 77 Mas car el era bon, 78 E avia sa fe al segnor, e non en autra creatura. 79 Ayci poen penre eysenple de la ley de natura, 80 Lacal haven corrota, passa haven la mesura ; 81 Pecca haven al creator, e ofendu a la çreatura. 82 Nobla ley era aquela lacal Dio nos done, 83 Al cor d'un cascun home scrita la pause, 84 Qu'el leges, e gardes, e enseguessa dreytura, 85 Ames Dio al sio cor sobre tota çreatura, 86 Tempses, e serves, e non hy pauses mesura, 87 Car non es atroba en la santa scriptura. 88 E gardes ferai lo matrenioni aquel noble covenent, 89 E agues paz au li frayre, e âmes tota autra gent, 90 Ayres argolh, e âmes humilita, 91 E faces a li autres enayma el volria que fos fay a si, 92 E si el faces per lo contrari qu'el en fosa puni. 93 Poe foron aquilh que aquela ley ben garderon, 94 E moti foron aquilh que la trapasseron, 95 Lo segnor abandoneron, non donant a lui honor, 96 Ma creseron al demoni, e a la soa temptacion, 97 Trop ameron lo mont, e poc paradis, 98 E serviron al cors majoraient que al esperit. 99 Enperço nos troben que moti en son péri. 100 Ayci se po repenre tôt home que di 101 Que Dio non fe la gent per laysar li périr. 102 'Ma garde se un cascun que non li endevegna enaysi cant endevent a lor, 103 Car ley dulivi venc e destrus li fellon. 104 Ma Dio fey far una archa en que el enclaus li bon. 105 Tant fo cregu lo mal, e lo ben amerma, 106 Que en tôt lo mont non ac mas que oyt salva. 107 Eysenple poen penre en aquela sentencia, 108 Gardar nos de mal e tuit façan penedença, 109 Car Yeshu Xrist o a dit, e en saut Luc es script, 110 Que trastuit periren aquilh que non la faren. 111 Ma aquilh que scamperon, Dio lor fey empromession 112 Que jamays en ayga non périra lo mont. 113 Aquilh cregron e foron multiplica. 114 Del ben que Dio lor fey poc se foron recorda, 115 Ma agron tant poc de fe e tant grant la temor 116 Qu'ilh non creseron ben al dit del segnor, 117 Ma temian que las ayga neesan encara lo mont, 118 E diseron de far torre per reduyre se aqui; 119 E ben la començeron segont ço qu'es script, 120 E diçian de far la larga e tant auta et tant grant, 121 Qu'ilh avengues entro al cel, ma ilh non pogron far tant, 122 Car lo desplac a Dio, e fey loi 1 o semblant. 123 Babelonia havia nom aquela grand cipta 124 E ara es dita confusion per lasoa malvesta. 125 Adonca era un lengaje entre tota la gent ; 126 Ma qu'ilh non s'entendesan hy fey Dio departiment, 127 Qu'ilh non façesan {la torre) qu'ilh havian comença. 128 Foron li lengaje per tôt lo mont scanpa ; 129 Poy pecqueron greoment abandonant la ley, ço es ley de natura, 130 Car l'escriptura di e ben se po provar 131 Que cinc ciptas periron lascal façian lo mal : 132 En fuoc e en solpre Dio li condampne. 133 El destrus li fellon, e li bon desliore : 134 Ço fo Loth e aquilh de son ostal que l'angel en gite. lé5 Catre foron per nombre, ma l'un se condampne : 136 Ço fo la molher, pur car se regarde otra defendement. 137 Ayci ha grant eysemple a tota humana gent, 138 Qu'ilh se devan gardar de ço que Dio defent. 139 En aquel temp fo Abram baron placent à Dio, 140 E engenre un patriarclia dont foron li Jusio. 141 Nobla gent foron aquilh en la temor de Dio ; 142 En Agit habiteron entre autra raala gent : 143 Lay foron apremu e costreyt per lonc temp, 144 E crideron al segnor, e el lor trames Moysent, 145 E desliore son poble, e destruys l'autra gent. 146 Per lo raar ros passeron coma per bel eysuyt, 147 Ma li enemic de lor, lical li perseguian, y periron trastuit. 148 Motas autras ensegna Dio al sio poble fey : 149 El li paç 40 an al désert e lor done la ley ; 150 En doas taulas peyriencas la trames per Moysent. 151 Troberon la scripta e ordena noblament. 152 Un segnor demostrava esser a tota gent; 153 Aquel deguesan creyre e amar de tôt lo cor, 154 E temer e servir entro al dia de la fin. 155 E un cascun âmes lo sio proyme enayma si, 156 Conselhesan las vevas e li orfe sostenir, 157 Alberguesan li paure e li nu revestir, 158 Paguesan li fameiant e li airant endreycesan, 159 E la ley de lui mot deguesan gardar. 160 A li gardant emprornes lo règne celestial; 161 Lo serviraent de las ytlolas mes en defension, 162 Homecidi, avoteri, e tota fornigacion, 163 Mentir, e perjurar, e falsa garentia, 164 Usura, e rapina, e mala cubiticia, 165 Enapres avaricia e tota felonia. 166 A li bon enprome vita, e li mal auçia. 167 Adonca era justicia en la soa segnoria, 168 Car aquilh que peccavan ni façian malament, 169 Ilh eran mort et destruit sença perdonament. 170 Ma l'escriptura di e mot es manifest, 171 Que 30 milia foron li renias al désert, 172 Traita milia e prus segon que la ley di. 173 Ilh foron mort de glay, de fuoc e de serpent, 174 E moti autre periron del destermenament : 175 La terra se partie, e receop li l'eiïfern. 176 Ayci nos nos poen repenre del nostre grant soperc. 177 Ma aquilh que feron ben lo plecer del segnor, 178 Ereteron la terra de l'enpromesion. 179 Mot fo de nobla gent en aquela saçon, 180 Enaynia fo Davi, e lo rey Salamon, 181 Ysaya, e Jeremia, e moti autre baron 182 Que per la ley combatian, e façian defension. 183 Un poble era a Dio eyleyt de tôt lo mont. 184 Li enemic eran moti d'entorn lical li perseguian. 185 Grant eysemple poen penre en aquesta leyçon : 186 Cant ilh gardavan la ley e li comendament, 187 Dio combatia per lor encontra l'autra gent ; 188 Ma cant ilh peccavan, ni façian malament, 189 Ilh eran mort e destrait, e près de l'autra gent. 190 Tant fo alarga lo poble e plen de grant ricor 191 Qu'el vay trajTe li cauç encontra son segnor. 192 Enperço nos troben en aquesta leyçon 193 Que lo rey de Babelonia li mes en sa preyson. 194 Lay foron apremu e costreyt per lonc temp. 195 E crideron al segnor au lo cor repentent : 196 Adonca li retorne en Jérusalem. 197 Poe foron li obedient que gardesan la ley, 198 Ni que aguesan temor d'ofendre lo lor rey. 199 Ma i ac alcuna gent plen de tant grant falseta, 200 Ço eran li farisio e li autre scriptura. 201 Que ilh gardesan la ley mot era demostra, 202 Que la gent o veguessan per esser prus honra ; 203 Ma poc val aquel honor que tost ven a chavon. 204 Persegu eran li sant e li just e li bon, 205 Au plor e au gayment auravan lo segnor 206 Qu'el deysencles en terra per salvar aquest mont, 207 Car tôt Puman lignaje anava a perdition. 208 Adonca Dio trames l'angel a una nobla donçela de lignaje de rey : 209 Doçament la salude, cum s'apartenia a ley. 210 Enapres li vay dire : non temer Maria, 211 Car lo sant sperit sere en ta conpagnia. 212 De tu naysere filh que apellares Yeshu : 213 El salvare son poble de ço qu'el ha ofendu. 214 Noo mes lo porte al sio ventre la vergena gloriosa, 215 Ma qu'ilh non fos represa, fo sposa de Joseph. 216 Pura era nostra dona e Joseph atresi ; 217 Ma ayço deven creyre, car Pavangeli o di, 218 Que en la crepia lo pauseron cant fo na lo fantin ; 219 De panç Penvoloperon, paurament fo alberga. 220 Ayci se pon repenre li cubit e li avar, 221 Que d'amasar aver non se volon césar. 222 Moti miracle foron cant fo na lo segnor, 223 Que Dio trames l'angel anunciar a lipastor; 224 En orient aparec una Stella a li .3 baron ; 225 Gloria fo dona a Dio al cel e en terra paç a li bon. 226 Ma enapres un petit suferc perseguecion. 227 Ma lo fantin creysia per gracia e per eta, 228 E en sapiencia clivina en lacal el era ensegna; 229 E apelle XII apostol lical son ben nomna. 230 E vole mudar la ley que enant avia dona : 231 El non la mude pas qu'ilh fos abandona, 232 Ma la renovelle qu'ilh fos prus fort garda. 233 El receop lo baptisme per donar salvament, 234 E a li apostol vay dire, que bapteiesan la gent, 235 Car adonca començava lo renovellament : 236 Ben defent la ley velha fornigar e avoutrar, 237 Ma la novella repren veser e cubitar. 238 La ley velha autreia partir lo matremoni, 239 E carta de refu se deguesan donar, 240 Ma la novella di non penre la laysa, 241 E negun non departa ço que Dio ha ajosta. 242 La ley velha maudi lo ventre que fruc non a porta, 243 Ma la novella coselha gardar vergeneta. 244 La ley vellia defent solament perjurar, 245 Ma la novella di al postot non jurar, 246 E prus de si o de non, non sia lo tio parlai*. 247 La ley velha comenda combatre contra li enemic e rendre mal per mal, 248 Ma la novella di : non te volhas vengiar, 249 Ma laysa la vengiança al rey celestial, 250 E laysa viore en paç aquilh que te faren mal, 251 E trobares perdon del rey celestial. 252 La ley velha dy : amares lo tio amie e aures en odi lo tio enemic, 253 Ma la novella di : non fares prus enaysi, 254 Mas ama li vostre ennemie e face ben aquilh que ayreron vos, 255 Aura per li perseguent e per li acaysonant a vos, 256 Que vos sia filh del vostre payre local es en li cel. 257 La ley velha comanda punir li mal façent, 258 Ma la novella di : perdona a tota gent, 259 E trobares perdon del payre omnipotent, 260 Car si tu non perdonares, tu non trobares salvament. 261 Nengun non deo aucire ni ayrar nenguna gent. 262 Manc ni simple ni paure non deven scarnir, 263 Ni tenir vil l'estrang que ven d'autrui pays, 264 Car en aquest mont nos sen tuit pellegrin. 265 Car nos tuit sen frayre, deven a Dio servir. 266 Ço es la novella ley que Yeshu Xrist a dit que nos deven tenir. 267 E apelle sio apostol e fey lor comandament 268 Que anesan per lo mont e ensegnesan la gent, 269 Jusios e Grecs prediquesan e tota lmmana gent, 270 E done a lor poesta desobre li serpent, 271 Gitesan li demoni e sanesan li enferm, 272 Resucitesan li mort e mondesan li lebros, 273 E façesan a li autre enayma el havia fayt a lor. 274 D'or ni d'argent non fossan possesent, 275 Ma au vita e au vestimenta se tenguesan content, 276 E amesan se entre lor e agusan bona paç. 277 Adonca lor enpromes lo règne celestial, 278 E aquilh que tenren paureta sperital. 279 Ma qui sabria cal son, ilh sarian tost nombra, 280 Que volhan esser paure per propria volunta. 281 De ço que era avenir el lor vay anonciar, 282 Cosi el dévia mûrir e poys resucitar. 283 E lor dis las ensegnas e li demostrament, 284 Lical devian venir derant lo feniment. 285 Motas bellas semblanças dis a lor e a la gent, 286 Lascals foron scriptas al novel testament. 287 Ma se Xrist volen amar ni saber sa doctrina, 288 Nos coventa velhar e legir l'escriptura. 289 Aqui poyren trobar cant nos auren legï, 290 Que solament per far ben Xrist fo persegu. 291 El resucitava li mort per divina vertu, 292 E façia veser li cec que unca non liavian vist ; 293 El mondava li lebros, e li sor façia auvi'r, 294 E gitava li demoui façent motas vertuç, 295 E cant mays façia de ben, mays era persegu. 296 Ço eran li farisio lical lo perseguian, 297 E aquilh del rey Herode e l'autra gent clerçia ; 298 Car ilh liavian envidia car la gent lo seguian, 299 E car ilh creyan en lui e en li sio comendainent. 300 Penseron lui auçire e far moti forment, 301 E parleron a Juda e feron li covenent, 302 Que s'el lo lor liores, el agra 30 argent. 303 E Juda fo cubit, e fey lo tradiment, 304 E liore son segnor entre la mala gent. 305 Li Jusio foron aquilh que lo crucifiqueron ; 306 Li pe e las mans forment li claveleron, 307 E corona d'espinas en testa li pauseron ; 308 Diçent li moti repropi, ilh lo blastemeron. 309 El dis qu'el havia se : fel e açi li abeoreron. 310 Tant foron li tonnent amar e cloloyros, 311 Que l'arma partie del cors, per salvar li pecador. 312 Lo cors renias aqui pendu sus en la croc, 313 Al mey de dui laron. 314 4 plagas li van far sença li autre batement, 315 Poys li feron la ciquena, per far lo compliment, 316 Car un de li cavalier venc e li uberc la Costa : 317 Adonca ysic sanc e ayga ensemp mescla. 318 Tuit li apostol fugiron, ma l'un i retorne, 319 E era aqui au doas Marias istant josta la croc. 320 Grant dolor havian tuit, ma nostra dona major, 321 Cant ilh veya sonfilh mort e nu, en afra sus en la croc. 322 De li bon fo sebeli, e garda de li fellon. 323 El tray li sio d'enfern e resucite al terç jorn, 324 E aparec a li sio enayma el havia dit a lor. 325 Adonca agron grant goy, cant vigron lo segnor, 326 E foron conforta, que enant havian grand paor ; 327 E converse cum lor entro al dia de l'acension. 328 Adonca monte en gloria lo nostre Salvador, 329 E dis a li sio apostol e a li autre ensegador, 330 Que entro a la fin del segle fora tota via cum lor. 331 Mas cant a pandecosta se recorde de lor, 332 E lor trames lo sant sperit local es consolador, 333 E ensegne li apostol per divina dotrina, 334 E saupron li lengaje, e la sancta scriptura. 335 Adonca lor sovenc de ço qu'el havia dit ; 336 Sença temor parlavan la dotrina de Xrist, 337 Jusios e Grec predicavan, façent motas vertuç, 338 E li cresent bapteiavan al nom de Yeshu Xrist. 339 Adonca fo fayt un poble de novel converti : 340 Crestian foron nomna, car ilh creyan en Xrist. 341 Ma ço troben que l'escriptura di, 342 Mot fort li perseguian Jusios e Saraçins. 343 Ma tant foron fort li apostol en la temor del segnor, 344 E li liome e las fenas lical eran cum lor, 345 Que per lor non laysavan ni lor fayt, ni lor dit, 346 Tant que moti n'auciseron enayma ilh avian Yeshu Crist. 347 Grant foron li tonnent segont qives script, 348 Solament car mostravan la via de Yeshu Xrist. 349 Ma aquilh que li perseguian non era tant a mal tenir, 350 Car ilh non liavian la fe del nostre segnor Yeshu Xrist. 351 Coma d'aquilh que queron ara cayson, et que persegon tant, 352 Que crestian devon esser, ma mal o fan semblant. 353 Ma en ço se pon repenre aquilh lical persegon, e confortar li bon, 354 Car non se troba en neguna leyçon, 355 Que li sant perseguesan neun ni metesan en preson. 356 Mas enapres li apostol foron alcun doctor, 357 La via de Yeshu Xrist mostravan, lo nostre Salvador. 358 Ma encara se troba alcun en aquest temp présent, 359 Lical son manifest a mot poc de gent. 360 La via de Yeshu Xrist mot fort volrian mostrar. 361 Ma tant son persegu que poc o poyon far, 362 Tant son li fais crestian enceca per error, 363 E majoraient que li autre aquilh que son pastor, 364 Que ilh persegon e aucion aquilh que son melhor, 365 E layson viore en paç aquilh que son fais enganador. 366 Ma en ço se pon conoyser qu'ilh non son bon pastor, 367 Car non aman las feas si non per la toyson. 368 Ma Pescriptura cli, e nos o poen veyr, 369 Que se la n'i a alcun bon que volha amar Dio e temer Yeshu Xrist, 370 Que non volha maudire, ni jurar, ni mentir, 371 Ni avoutrar, ni aucire, ni penre de Pautruy, 372 Ni venjar se de li sio enemic, 373 Ilh diçon qu'el es vaudes e degne de punir, 374 E troban cayson, cum mençonias e curn engan, 375 Cusi ilh li poysan toler ço qu'el ha de son just afan. 376 Ma forment se conforte aquel qu'es persegu per la temor del segnor, 377 Car lo règne de li cel li sere aparelha al isir d'aquest mont ; 378 Adonca aure grant gloria s'el aure liagu desonor. 379 Ma en ço es mot manifesta la malvesta de lor, 380 Que aquel que vol maudire, e mentir, e jurar, 381 E forment prestar a usura, e aucire, e avoutrar, 382 E venjar se d'aquilh que li fan mal, 383 Ilh diçon que es prodome, e leal home recoynta. 384 Ma a la fin garde se qu'el non sia engana. 385 Cant ven lo mal mortal, la mort lo costreng e a pena po parlai-, 386 E demanda lo prever e se vol confessar. 387 Ma, segont Pescriptura, el ha trop tarça, lacal comanda e di: 388 San e vio te confessa, non atendra a la fin. 389 Lo prever li demanda si el ha negun pecca, 390 Dui mot o tre li respont, e ha tost enavança. 391 Ben li di lo prever que el non po esser asot, 392 S'el non rent tôt l'autruy e esmende ben sio tort. 393 Ma cant el au ayço, el ha grant pensament, 394 E pensa entre si, si el rent entierament, 395 Que remanre a sio eyfant, ni que diren la gent? 396 A sio eyfant comenda qu'ilh eymendon sio tort, 397 E fay pat au lo prever qu'el poysa esser asot. 398 Si el ha cent lioras de l'autrui, o encara ben dui, 399 Car lo prever lo quita per cent soz, . 400 E talvota per menz cant el non po haver prus ; 401 E fay li amonestança e li promet perdon; 402 Qu'el faça dire mesa per si e per sio payron, , 403 E lor enpromet perdon sia a just o sia a fellon. 404 Adonca li pausa la man sus la testa ; 405 Cant el li laysa prus, li mena prus grant festa, 406 E fay li entendement qu'el sia mot ben asot. 407 Ma mal son eymenda aquilh de que el ha agu li tort, 408 Ma el sere engana en aytal asolvement, 409 E aquilh que îi o fay encreyre, y pecca mortalment. 410 Ma yo ans o dire, car se troba en ver, 411 Que tuit li papa, que foron de Salvestre entro en aquest, 412 E tuit li cardenal, e tuit li evesque, e tuit li aba, tuit aquisti ensemp, 413 Non lian tant de poesta de dever asolver qu'ilh poysan perdonar 414 A nenguna creatura pur un peca mortal. 415 Solament Dio perdona que autre non o po far. 416 Ma ayço devon far aquilh que son pastor : 417 Predicar devon lo poble e istar en oracion, 418 E payser lo sovent de divina dotrina, 419 E castigar li pecant donant a lor deciplina, 420 Ço es veraya amonestança qu'ilh hayan pentiment, 421 Prumierament se confesson sença neun mancament, 422 E qu'ilh façan penedença en la vita présent, 423 Junar, e far almosnas, e aurar au cor bulhent, 424 Car per aquestas cosas troba lo asolvament. 425 Donca nos crestian, caytios crestians, lical haven peca, 426 La ley de Yeshu Xrist haven abandona, 427 E non haven temor, ni fe, ni carita, 428 Confessar nos coventa : non y deven tarçar ; 429 Au plor, e au pentiment, nos coven smendar 430 L'ofensa que haven fayta per 3 peca mortal, 431 Per cubiticia d'olh, e per deleyt de carn, 432 E per superbia de vita, per que haven fayt lo mal. 433 Aquesta via nos coventa tenir, 434 Si nos volen amar ni segre Yeshu Xrist ; 435 Paureta sperital de cor deven tenir, 436 E amar la castita, Dio humilment servir. 437 Adonca ensegrian la via de Yeshu Xrist, 438 Enaysi vencerian li nostre enemic. 439 Breoment es recoynta, en aquesta leyçon, 440 De las 3 leys que Dio done al mont. 441 La prumiera ley demostra, qui a sen ni raçon, 442 Ço es a conoyser Dio e onrar lo sio Creator, 443 Car aquel que ha entendement po ben pensar entre si, 444 Que el non s'es pas forma ni li autre atresi. 445 Donca ayci po conoyser, aquel que ha sen ni raçon, 446 Car lo es un segnor Dio que ha forma tôt lo mont, 447 E conoysent lui, mot lo deven honrar, 448 Car aquilh foron dampna que non o volgron far. 449 Ma la 2 ley que Dio clone a Moysent, 450 Nos ensegna a temer Dio e a servir lui forment, 451 Car el condampna e punis tôt aquel liome que ofent. 452 Ma la 3 leylacal es ara al temp présent, 453 Nos ensegna amar Dio de bon cor e servir purament, 454 Car atent lo peccador e li dona alongament, 455. Qu'el poysa far penedença en la vita présent. 456 Autra ley d'aqui enant prus non deven ha ver, 457 Ma ensegre Yesliu Xrist e far li sio placer, 458 E gardar fermainent ço qu'el lia comenda, 459 E esser mot avisa cantvenre l'antexrist, 460 Que nos non crean a son fayt, ni a son dit. 461 Ma segont l'escriptura ara sonmoti antexrist, 462 Car antexrist son tuit aquilh que contrariai! a Xrist. 463 Motas ensegnas e grant demostrament 464 Saren dos aquest temp, entro al dia del jujament. 465 Lo cel e la terra ardren, e murren tuit li vivent, 466 Poys resucitaren tuit en vita permanent, 467 E seren aplana tuit li hedificament. 468 Adonca sere fayt lo derier jujament: 469 Dio partire lo sio poble segont ço qu'es script. 470 A li mal dire : départe vos de mi, 471 Anna al ftioc enfernal que mays non aure fin. 472 Per 3 greos conclicions sere costreyt aqui, 473 Per moteça de penas, e per aspre torment, 474 E car sere dampna sença defalhiment : 475 D'aqui nos garde Dio per lo sio placement 476 E nos done auvir ço qu'el dire a la soa gent enant qu'el tarçe gayre, 477 Cant el dire : vene vos en au mi, beneyt del mio payre, 478 E possesire lo règne local es aparelha a vos del començament del mont, 479 Alcal vos aure deleit, e riqueças e honor. 480 Plaça aquel segnor, que forme lo mont, 481 Que nos sian de li eyleyt per istar en sa cort. Deo gracias. Amen. | AINSI COMMENCE LA NOBLE LEÇON 1 Ô frères, écoutez une noble leçon : 2 Souvent devons veiller et être en oraison 3 Car nous voyons ce monde être près de sa chute (son terme) 4 Moult curieux (soigneux) devrions être de bonnes œuvres faire 5 Car nous voyons ce monde de la fin approcher. 6 Bien a mille et cent ans accomplis entièrement 7 Que fut écrite l'heure que nous sommes au dernier temps 8 Peu nous devrions convoiter, car nous sommes au reste. 9 Chaque jour voyons les signes venir à accomplissement 10 Accroissement de mal et diminution de bien. 11 Ceci sont les périls que l'Écriture dit : 12 L'Évangile ceci raconte, et saint Paul aussi 13 Que nul homme qui vive ne peut savoir sa fin 14 Pour cela devons plus (jamais) craindre, car nous ne sommes certains 15 Si la mort nous prendra ou aujourd'hui ou demain 16 Mais quand viendra Jésus au jour du jugement 17 Un chacun recevra pour entier paiement, 18 Et ceux qui auront fait mal et qui auront fait bien. 19 Mais l'Écriture dit, et nous croire cela devons 20 Que tous hommes du monde par deux chemins tiendront 21 Les bons iront en gloire et les méchants au tourment. 22 Mais celui qui ne croira en ce partage - 23 Qu'il regarde l'Écriture du fin commencement 24 Depuis qu'Adam fut formé jusqu'au temps présent 25 Là pourra trouver, s'il aura entendement, 26 Que peu sont les sauvés, à voir le restant. 27 Mais chacune personne, laquelle veut bien opérer, 28 Le nom de Dieu le Père doit être au commencer, 29 Et appeler en aide le sien glorieux Fils cher, 30 Fils de sainte Marie, 31 Et le Saint-Esprit, afin qu'il nous donne bonne voie. 32 Ces trois, la sainte Trinité, 33 Comme un Dieu doivent être honorés (priés) 34 Plein de toute sagesse et de toute puissance et de toute bonté. 35 Celui-ci devons souvent prier et requérir 36 Que nous donne force encontre l'ennemi, 37 Que nous le puissions vaincre devant la notre fin, 38 C'est-à-dire le monde et le diable et la chair, 39 Et nous donne sagesse accompagnée de bonté, 40 Que nous puissions connaître la voie de vérité, 41 Et garder pure l'âme que Dieu nous a donnée, 42 L'âme et le corps en voie de charité, 43 Ainsi que nous aimons la sainte Trinité 44 Et le prochain, car Dieu cela a commandé 45 Non-seulement celui qui nous fait bien, mais celui qui nous fait mal, 46 Et avoir ferme espérance au Roi céleste 47 Que à la fin nous auberge au sien glorieux hôtel 48 Mais celui qui ne fera ce qui se contient en cette leçon 49 N'entrera en la sainte maison. 50 Mais cela est de grief (difficile) tenir à la méchante gent 51 Lesquels aiment trop l'or et l'argent, 52 Et ont les promesses de Dieu en mépris, 53 Et qui ne gardent la loi et les commandements 54 Ni la laissent garder à aucune bonne gent, 55 Mais selon leur pouvoir, y font empêchement. 56 Et pourquoi est ce mal entre humaine gent. 57 Parce que Adam pécha du fin commencement, 58 Car il mangea de la pomme outre défense, 59 Et aux autres germa le grain de mauvaise semence 60 Et acquit à soi mort et aux autres successeurs. 61 Bien pouvons dire que là eut mauvais morceau (bouchée) 62 Mais Christ a racheté les bons par la sienne passion, 63 Mais pour cela nous trouvons en cette leçon 64 Que Adam fut mécréant à Dieu le sien créateur 65 De ceci pouvons voir que maintenant sont faits pires, 66 Vu qu'ils abandonnent Dieu le Père tout-puissant, 67 Et croient aux idoles à leur détriment (destruction) 68 Ce que défend la loi qui fut du commencement, 69 Loi de nature s'appelle, commune à toute gent, 70 Laquelle Dieu plaça au cœur de son premier formé 71 De pouvoir faire mal on bien lui donna franchise : 72 Le mal lui a défendu, le bien lui a commandé : 73 Ceci pouvez vous bien voir qu'il a été mal gardé, 71 Vu que avons laissé le bien, et le mal avons ouvré (opéré), 75 Comme fit Caïn, le premier fils d'Adam, 76 Qui occit son frère Abel sans aucune raison, 77 Mais parce qu'il était bon 78 Et avait sa foi au Seigneur et non à créature 79 Ainsi pouvons prendre exemple de la loi de nature 80 Laquelle avons corrompue, passé avons la mesure 81 Péché avons au Créateur et offensé à la créature. 82 Noble loi était celle, laquelle Dieu nous donna, 83 Au cœur d'un chacun homme écrite la posa, 84 Afin qu'il l'eût et gardât et enseignât droiture, 85 Aimât Dieu en son cœur sur toute créature 86 Et craignît et servît, n'y posât mesure, 87 Vu que n'est trouvé en la sainte Écriture 88 Gardât ferme le mariage, ce noble pacte; 89 Eût paix avec les frères et aimât toute autre gent, 90 Haït orgueil et aimât humilité, 91 Et fît aux autres comme voudrait être fait à soi; 92 Et s'il faisait le contraire, qu'il en fût puni. 93 Peu furent ceux qui la loi bien gardèrent, 91 Et nombreux furent ceux qui la loi transgressèrent 95 Et le Seigneur abandonnèrent, ne donnant à lui honneur, 96 Mais crurent au démon et à la sienne tentation : 97 Beaucoup (trop) aimèrent le monde, et peu le paradis 98 Et servirent au corps beaucoup plus qu'à l'esprit; 99 Pour cela nous trouvons que plusieurs en sont péris. 100 Ainsi (ici) se peut reprendre tout homme qui dit 101 Que Dieu ne fit les gens pour laisser eux périr ; 102 Mais garde soi un chacun afin que n'arrive comme à eux, 103 Que le déluge vînt et détruisît les félons. 104 Mais Dieu fit faire arche en laquelle il enferma les bons 105 Tant fut augmenté le mal et le bien diminué 106 Qu'en tout le monde ne se trouve sinon huit sauvés: 107 Grand exemple pouvons prendre en cette sentence 108 Que nous nous gardions de mal et fassions pénitence. 109 Vu que Jésus-Christ a dit, et en saint Lue est écrit, 110 Que tous ceux qui ne la feront périront tous; 111 Mais ceux qui échappèrent, Dieu leur fit promesse 112 Que jamais en eau ne périra le monde, 113 Ceux-là s'augmentèrent et furent multipliés ; 114 Du bien que Dieu leur fit peu furent mémoratifs (souvenants) 115 Mais eurent tant peu de foi et tant grande peur, 116 Qu'ils ne crurent bien au dit de leur Seigneur, 117 Mais craignaient que les eaux noyassent encore le monde 118 Et dirent de faire tour pour réduire soi là, 119 Et bien la commencèrent selon ce qui est écrit, 120 Et disaient de faire elle et si large et si haute et si grande 121 Qu'elle parvînt jusqu'au ciel, mais ne purent faire autant, 122 Vu qu'elle déplut à Dieu, et leur en fit mine (semblant). 123 Babylone avait nom cette grande cité, 124 Et maintenant est dite confusion pour la sienne méchanceté. 125 Alors était un langage entre toute la gent, 126 Mais afin qu'ils ne s'entendissent Dieu fit dispersion, 127 Afin qu'ils ne fissent la tour qu'ils avaient commencée. 128 Les langages furent par tout le monde répandus. 129 Après péchèrent grièvement, abandonnant la loi, c. à d. la loi de nature, 130 Comme se peut prouver par la sainte Écriture 131 Vu que cinq cités périrent, lesquelles faisaient le mal 132 En feu et en soufre Dieu les condamna 133 Il détruisit les félons et les bons délivra 134 Ce fut Loth et ceux de son hôtel que l'ange en tira 135 Quatre furent par nombre, mais l'un se condamna, 136 Ce fut la femme parce qu'elle regarda contre défense. 137 Ici a grand exemple à toute humaine gent 138 Qu'ils se doivent garder de ce que Dieu défend. 139 En ce temps fut Abraham, homme plaisant à Dieu, 140 Et engendra un patriarche dont furent les Juifs 141 Noble gent furent ceux-là en la crainte de Dieu 142 En Égypte habitèrent entre autre méchante gent 143 Là furent opprimés et contraints par longtemps, 144 Et crièrent au Seigneur, et il leur transmit Moïse, 145 Et délivra son peuple et détruisit l'autre Sent : 146 Par la mer Rouge passèrent, comme par belle issue (beau sec); 147 Mais les ennemis d'eux, lesquels les poursuivaient, y (ils) périrent tous. 148 Plusieurs autres signes Dieu au sien peuple fit; 149 Il les nourrit quarante ans au désert, et leur donna la loi 150 En deux tables de pierre la transmit par Moïse: 151 Et trouvèrent là (elle) y écrite et ordonnée noblement. 152 Un maître (seigneur) démontre être à toute gent, 153 Et celui-là dussent croire et aimer de tout leur coeur, 154 Et craindre et servir jusqu'au jour de la fin 155 Et un chacun aimât le prochain comme soi 156 Conseillassent les veuves, et les orphelins soutenir, 157 Aubergeassent les pauvres, et les nus revêtir, 158 Nourrissent les affamés et les errants dirigeassent, 159 Et la loi de lui très-fort dussent garder; 160 Et aux gardants promit le règne céleste. 161 Le service des idoles leur mit en défense, 162 Homicides, adultères et toute fornication, 163 Mentir et parjurer et fausse promesse (garantie) 164 Usure et rapine et mauvaise convoitise, 165 Ensuite avarice et toute félonie; 166 Aux bons promit vie, et les méchants tuait. 167 Alors était justice en la sienne seigneurie, 168 Car ceux qui transgressaient et faisaient méchamment 169 Étaient tués et détruits sans pardon ; 170 Mais l'Écriture dit, et beaucoup est manifeste, 171 Que trente mille furent les restés au désert, 172 Trente mille et plus, selon que dit la loi, 173 lis furent tués de glaives, de feu et de serpents, 174 Et plusieurs autres périrent de l'extermination, 175 La terre se divisa, et les reçut l'enfer. 176 Ainsi nous nous pouvons reprendre de notre grand assoupissement. 177 Mais ceux qui firent bien le plaisir du Seigneur 178 Héritèrent la terre de promission. 179 Beaucoup fut de noble gent en cette façon, 180 Comme fut David et le roi Salomon, 181 Isaïe, Jérémie et beaucoup autres hommes, 182 Lesquels combattaient pour la loi et faisaient défense, 183 Un peuple était à Dieu choisi de tout le monde : 184 Les ennemis qui les poursuivaient étaient plusieurs d'entour; 185 Grand exemple pouvons prendre en cette leçon : 186 Quand ils gardaient la loi et les commandements, 187 Dieu combattait pour eux encontre l'autre gent; 188 Mais quand ils péchaient et faisaient méchamment, 189 Ils étaient tués et détruits et pris de l'autre gent ; 190 Tant fut égaré (étendu) le peuple et plein de grande richesse 191 Qu'il va détourner les pas (lever le pied) encontre son Seigneur; 192 C'est pourquoi nous trouvons en cette leçon 193 Que le roi de Babylone les mit en sa prison: 194 Là furent. opprimés et pressés (sous contrainte) par longtemps 195 Et crièrent au Seigneur avec le coeur repentant : 196 Alors (c'est pourquoi) les ramena en Jérusalem, 197 Peu furent les obéissants qui gardèrent (gardassent) la loi 198 Et eussent la crainte d'offenser le leur roi ; 199 Mais y eut aucune (quelque) gent pleins de si grande fausseté 200 Ce furent les pharisiens et les autres écrivains; 201 Qu'ils gardassent la loi beaucoup était d'apparence 202 Afin que la gent cela vissent, pour être plus honorés 203 Mais peu vaut cet honneur qui bientôt vient à chute (fin) 204 Ils persécutaient les saints et les justes et les bons ; 205 Avec pleurs et avec gémissement priaient le Seigneur 206 Qu'il descendit en terre pour sauver ce monde, 207 Car tout l'humain lignage allait à perdition. 208 Alors (c'est pourquoi) Dieu transmit l'ange à une noble demoiselle le lignage de roi; 209 Noblement la salue, car cela appartenait à elle 210 Ensuite lui dit : « Ne crains, Marie, 211 Car le Saint-Esprit est en ta compagnie 212 De toi naîtra fils que appelleras Jésus ; 213 Il sauvera son peuple de ce qu'il a offensé. » 214 Neuf mois le porta au sien ventre la vierge glorieuse, 215 Mais afin qu'elle ne fût pas reprise, de Joseph fut épouse 216 Pauvre était notre Dame et Joseph aussi ; 217 Mais cela devons croire, car l'Évangile le dit 218 Qu'en la crèche le posèrent quand fut né l'enfant, 219 De langes l'enveloppèrent, pauvrement fut aubergé 220 Ainsi (ici ) se peuvent reprendre les convoiteux et les avares 221 Qui d'amasser or ne se veulent cesser: 222 Plusieurs miracles furent, quand fut né le Seigneur, 223 Car Dieu transmit (envoya) l'ange annoncer aux pasteurs (pâtres), 224 Et en Orient apparut une étoile aux trois barons ; 225 Gloire fut donnée à Dieu au ciel, et en terre paix aux bons 226 Mais avant un peu (petit) souffrit persécution 227 Mais l'enfant croissait par grâce et par âge 228 Et en sagesse divine en laquelle il était enseigné 229 Et appela douze apôtres lesquels sont bien nommés 230 Et voulut changer la loi qu'auparavant avait donnée 231 Il ne la changea pas, vu qu'elle fut abandonnée, 232 Mais la renouvela, vu qu'elle fut mal gardée. 233 Et reçut le baptême pour donner sauvement (salut) 234 Et dit aux apôtres que baptisassent la gent; 235 Car alors (aussi) commençait le renouvellement. 236 Bien défend la loi vieille forniquer et adultérer, 237 Mais la nouvelle reprend voir et convoiter : 238 La loi vieille octroie de rompre le mariage, 239 Et que carte de répudiation se dut donner ; 240 Mais la nouvelle dit de ne pas prendre la laissée, 241 Et que personne ne sépare ce que Dieu a ajusté (joint 242 La loi vieille maudit le ventre qui fruit n'a pas porté, 243 Mais la nouvelle conseille garder virginité 244 La loi vieille défend seulement parjurer, 245 Mais la nouvelle dit à tout point (à l'avenir) non jurer, 246 Et que plus de oui ou de non ne soit en ton parler : 247 La loi vieille commande combattre les ennemis et rendre mal pour mal; 248 Mais la nouvelle dit : «Ne te veuille venger, 249 Mais laisse la vengeance au Roi céleste, 250 Et laisse vivre en paix ceux qui te feront mal, 251 Et trouverez (trouveras) pardon du Roi céleste. » 252 La loi vieille dit : « Aime les tiens amis, et aurez (auras) en haine les ennemis. » 253 Mais la nouvelle dit : « Ne ferez (feras) plus ainsi, 254 Mais aimez les vôtres ennemis et faites bien à ceux lesquels haïront vous, 255 Et priez pour les persécutants et les accusants vous. » 256 La loi vieille commande punir les malfaisants ; 257 Mais la nouvelle dit: « Pardonne à toute gent, 258 Et trouverez (trouveras) pardon du Père tout-puissant 259 Car si tu ne pardonnes, n'aurez (non auras) sauvement. » 260 Aucun ne doit occire ni haïr aucune gent 261 Soins (pas même) ni simple ni pauvre ne devons mépriser, 262 Ni tenir vil l'étranger qui vient d'autre pays, 263 Car en ce monde nous sommes tous pèlerins: 264 Mais parce que nous sommes tous frères, devons tous Dieu servir. 265 C'est la loi nouvelle que Jésus-Christ a dit que nous devons garder 266 Et appela les siens apôtres et fit à eux commandement 267 Que allassent par le monde et enseignassent la gent, 268 Juifs et Grecs prêchassent et toute humaine gent 269 Et donna à eux pouvoir sur les serpents, 270 Chassassent les demons et guérissent les infirmes, 271 Ressuscitassent les morts et purifiassent les lépreux 272 Et fissent aux autres comme il avait fait à eux 273 D'or ni &argent ne fussent possédant, 274 Mais avec vivre (vie) et vêtement se tinssent contents 275 Aimassent soi entre eux et eussent bonne paix : 276 Alors (ainsi donc) leur promit le règne céleste, 277 Et à ceux qui tiendront pauvreté spirituelle ; 278 Mais qui saurait quels sont, ils seraient tôt nombrés, 279 Qui veulent (veuillent) être pauvres par propre volonté. 280 De ce qui était à venir il leur va annoncer, 281 Comme (ainsi) il devait mourir et puis ressusciter, 282 Et leur dit les signes et les démonstrations 283 Qui (lesquels) devaient venir avant la fin 284 Plusieurs belles paraboles (similitudes) dit à eux et à la gent 285 Lesquelles furent écrites au Nouveau Testament. 286 Mais, si Christ voulons aimer et suivre sa doctrine, 287 Nous convient à veiller et lire l'Écriture. 288 Là nous pourrons trouver, quand nous aurons lu, 289 Que seulement pour faire bien Christ fut persécuté 290 Il ressuscitait les morts par divine vertu, 291 Et faisait voir les aveugles qui jamais (oncques) n'avaient vu 292 Il purifiait les lépreux et les sourds faisait ouïr, 293 Et chassait les démons, faisant toutes vertus; 294 Et quand il faisait plus de bien, plus était persécuté 295 C'étaient les pharisiens qui le poursuivaient 296 Et ceux du roi Hérode et l'autre gent du clergé 297 Car ils avaient envie parce que la gent le suivait 298 Et parce que la gent croyait en lui et en les siens commandements 299 Pensèrent lui occire et faire le traiteusement (la trahison) 300 Et parlèrent à Juda, et tirent avec lui convention 301 Que s'il le leur livrait, il aurait trente pièces d'argent, 302 Et Judas fut convoiteux et fit la tradition, 303 Et livra son Seigneur entre la méchante gent. 304 Les Juifs furent ceux qui le crucifièrent; 305 Les pieds et les mains fortement lui clouèrent, 306 Et couronne d'épines en la tête lui posèrent ; 307 Disant à lui plusieurs reproches ils le blasphémèrent 308 Il dit qu'il avait soif, de fiel et d'acide (vinaigre) l'abreuvèrent. 309 Tant furent les tourments amers et douloureux 310 Que l'âme partit du corps pour sauver les pécheurs. 311 Le corps resta là pendu haut en la croix 312 Au milieu de deux larrons. 313 Quatre plaies lui firent sans les autres coups, 314 Puis lui firent la cinquième pour faire le complément 315 Car un des cavaliers vint et lui ouvrit le côté ; 316 Alors (aussi) sortit sang et eau ensemble mêlé. 317 Tous les apôtres fuirent, mais un y retourna, 318 Et était là avec les Maries debout près la croix. 319 Grande douleur avaient tous, mais notre Dame plus grande 320 Quand elle voyait son Fils mort, nu, en souffrance sur la croix. 321 Des bons fut enseveli, et gardé des félons ; 322 Et tira les siens d'enfer et ressuscita au troisième jour, 323 Et apparut aux siens comme il avait dit à eux. 324 Alors eurent grande joie quand ils virent le Seigneur, 325 Et furent confortés, car auparavant avaient grand peur, 326 Et demeura (conversa) avec eux jusqu'au jour de l'ascension. 327 Alors monta en gloire le notre Sauveur, 328 Et dit à les siens apôtres et aux autres enseignants 329 Que jusqu'à la fin du monde serait toujours avec eux. 330 Mais quand vint à Pentecôte, se ressouvint d'eux, 331 Et leur transmit le Saint-Esprit, lequel est consolateur 332 Et enseigna les apôtres par divine doctrine, 333 Et surent les langages et la sainte Écriture. 334 Alors leur souvint de ce qu'il avait dit, 335 Sans crainte parlaient de la doctrine de Christ 336 Juifs et Grecs prêchaient, faisant plusieurs miracles, 337 Et les croyants baptisaient au nom de Jésus-Christ. 338 Alors fut fait un peuple de nouveaux convertis: 339 Chrétiens furent nommés, parce qu'ils croyaient en Christ. 340 Mais cela trouvons que l'Écriture dit, 341 Très-fort les poursuivaient Juifs et Sarrasins 342 Mais tant furent forts les apôtres en la crainte du Seigneur, 343 Et les hommes et les femmes qui étaient avec eux 344 Que pour eux ne laissaient ni leurs faits ni leurs dits, 345 Tant que plusieurs en occirent comme ils avaient Jésus-Christ 346 Grands furent les tourments selon ce qui est écrit, 347 Seulement parce qu'ils démontraient la voie de Jésus-Christ; 348 Mais lesquels les poursuivaient ne leur était de tant mal crainte, 349 Car ils n'avaient la foi de notre Seigneur Jésus-Christ, 350 Comme de ceux qui cherchent ores accusation et qui persécutent tant, 351 Que chrétiens doivent être, mais mal en font semblant, 352 Mais en cela se peuvent reprendre ceux qui persécutent et conforter les bons; 353 Car ne se trouve en Écriture sainte ni par raison 354 Que les saints persécutassent aucun ni missent en prison 355 Mais après les apôtres furent quelques docteurs 356 Lesquels montraient la voie de Christ, le notre Sauveur. 357 Mais encore s'en trouve aucuns (quelques uns) au temps présent, 358 Lesquels sont manifestes à très-peu de la gent, 359 La voie de Jésus-Christ très-fort voudraient montrer, 360 Mais tant sont persécutés qu'à peine le peuvent faire 361 Tant sont les faux chrétiens aveuglés par erreur, 362 Et beaucoup plus que les autres ceux qui doivent être pasteurs, 363 Vu qu'ils persécutent et tuent ceux qui sont meilleurs 364 Et laissent en paix les faux et les trompeurs ! 365 Mais en cela se peut connaître qu'ils ne sont bons pasteurs, 366 Car ils n'aiment les brebis sinon pour la toison 367 Mais l'Écriture dit, et nous le pouvons voir, 368 Que si y en a aucun (quelqu'un) bon qui aime et craigne Jésus-Christ, 369 Qui ne veuille maudire ni jurer ni mentir, 370 Ni adultérer ni occire ni prendre de autrui, 371 Ni venger soi de les siens ennemis, 372 Ils disent qu'il est Vaudois (sorcier!?) et digne de punir, 373 Et lui trouvent accusation en mensonge et tromperie. 374 Ainsi ils pourraient ôter ce qu'il a de son juste chagrin 375 Mais fortement se conforte celui qui souffre pour l'amour du Seigneur; 376 Car le royaume du ciel lui sera apprêté au partir de ce monde 377 Alors (aussi) aura grande gloire s'il a en déshonneur 378 Mais en cela est manifeste la méchanceté d'eux 379 Vu que qui veut maudire et mentir et jurer, 380 Prêter à usure et occire et adultérer, 381 Et venger soi de ceux qui lui font mal, 382 Ils disent qu'il est prud'homme, et loyal homme renommé 383 Mais à la fin se garde qu'il ne soit trompé : 384 Quand le mal le presse tant qu'a peine peut parler, 385 Il demande le prêtre et se veut confesser; 386 Mais, selon l'Écriture, il a trop tardé, laquelle dit 387 « Sain et vif te confesse et n'attends à la fin. » 388 Le prêtre lui demande s'il a aucun péché 389 Deux mots ou trois répond et tôt a dépêché. 390 Bien lui dit le prêtre qu'il ne peut être absous, 391 S'il ne rend tout l'autrui et amende les siens torts. 392 Mais quand il ouit (entend) ceci il a grand pensement, 393 Et pense entre soi que, s'il rend entièrement, 394 Quoi restera aux siens enfants, et que dira la gent 395 Et commande aux siens enfants, qu'ils amendent les siens torts, 396 Et fait pacte avec le prêtre afin qu'il puisse être absous: 397 S'il a cent livres de l'autrui ou encore deux cents, 398 Le prêtre l'acquitte pour cent sols ou encore pour moins 399 Et lui fait réprimande et lui promet pardon ; 400 Qu'il fasse dire messe pour lui et pour les siens pères, 401 Et leur promet pardon soit à juste, ou soit à félon ; 402 Alors (en conséquence) lui pose la main sur la tête 403 Quand il lui donne plus, lui fait plus grande fête, 404 Et lui fait entendement qu'il est moult bien absous 405 Mais mal sont indemnisés ceux de qui il a eu les torts. 406 Mais il sera trompé en telle absolution ; 407 Et celui qui le fait croire y pèche mortellement. 408 Mais j'ose le dire, car se trouve en vrai, 409 Que tous les papes qui furent de Sylvestre (NDE: le premier Pape, du temps de Constantin = début de l'église romaine) jusqu'à celui-ci 410 Et tous les cardinaux, et tous les évêques, et tous les abbés, 411 Tout ceux-là ensemble n'ont tant de pouvoir 412 Qu'ils puissent pardonner un seul péché mortel. 413 Seulement Dieu pardonne, vu qu'autre ne le peut faire. 414 Mais ceci doivent faire ceux qui sont pasteurs: 415 Prêcher doivent le peuple et être en oraison, 416 Et paître eux souvent de divine doctrine, 417 Et châtier les péchants, donnant à eux discipline, 418 C'est vrai avertissement qu'ils aient repentance ; 419 Purement se confessent sans aucun manquement, 420 Et qu'ils fassent pénitence, en la vie présente, 421 De jeûner, faire aumônes et prier avec cœur bouillant 422 Car par ces choses trouve l'âme sauvement 423 De nous mauvais chrétiens lesquels avons péché 424 La loi de Jésus-Christ avons abandonné, 425 Car n'avons crainte ni foi ni charité 426 Repentir nous convient et n'y devons tarder 427 Avec pleurs et avec repentance nous convient amender 428 L'offense que avons faite par trois péchés mortels, 429 Par convoitise d'œil, et par plaisir de chair, 430 Et par orgueil de vie par quoi nous avons fait les maux 431 Car par cette voie nous devons suivre et tenir, 432 Si nous voulons aimer et suivre Jésus-Christ 433 Pauvreté spirituelle de coeur devons tenir, 434 Et aimer chasteté et Dieu humblement servir 435 Alors suivrions la voie du Seigneur Jésus-Christ, 436 Et aurions la victoire de les notres ennemis. 437 Brièvement est raconté en cette leçon 438 De les trois lois que Dieu donna au monde. 439 La première loi démontre à qui a sens et raison, 440 C'est à connaître Dieu et honorer le sien Créateur ; 441 Car celui qui a entendement peut penser entre soi 442 Qu'il ne s'est pas formé ni les autres aussi ; 443 De ceci peut connaître celui qui a sens et raison 444 Que c'est un Seigneur Dieu lequel a formé le monde; 445 Et, reconnaissant lui, moult le devons honorer 446 Car ceux furent damnés qui ne le voulurent faire. 447 Mais la seconde loi, que Dieu donna à Moyse, 448 Nous enseigne à conserver Dieu et servir lui fortement, 449 Car il condamne et punit tout homme qui l'offense. 450 Mais la troisième loi, laquelle est ores au temps présent 451 Nous enseigne aimer Dieu de bon cœur et servir purement 452 Car Dieu attend le pécheur et lui donne délai 453 Afin qu'il puisse faire pénitence en la vie présente. 454 Autre. loi d'ici en avant ne devons plus avoir, 455 Sinon ensuivre Jésus-Christ, et faire le sien bon plaisir, 456 Et garder fermement ce qu'il a commandé, 457 Et être très-avisés quand viendra l'Antéchrist, 458 Afin que nous ne croyions ni à son fait ni à son dit 459 Car, selon l'Écriture, sont ores (maintenant) faits plusieurs Antéchrist. 460 Car Antéchrist sont tous ceux qui contrastent à Christ. 461 Plusieurs signes et grandes démonstrations 462 Seront dès ce temps jusqu'au jour du jugement 463 Le ciel et la terre brûleront, et mourront tous les vivants 464 Puis ressusciteront tous en vie permanente 465 Et seront aplanis tous les édifices. 466 Alors sera fait le dernier jugement 467 Dieu séparera le sien peuple, selon ce qui est écrit 468 Aux méchants il dira: « Séparez-vous de moi, 469 Allez au feu éternel qui jamais n'aura fin ; 470 Par trois grièves conditions serez presses là 471 Par multitude de peines et par âpre tourment, 472 Et parce que serez damnés sans faute. » 473 De quoi nous garde Dieu par le sien plaisir 474 Et donne ouir ce qu'il dira aux siens avant qu'il soit guère 475 Disant : « Venez-vous-en avec moi, bénis du mien Père, 476 Et possédez le règne apprêté à vous du commencement du monde 477 Auquel vous aurez plaisir, richesses et honneurs. » 478 Plaise à ce Seigneur qui forma tout le monde, 479 Que nous soyons des élus pour être dans sa cour! À Dieu grâces. Amen. |